# Cristo risorto (Pietro Lorenzetti)
Il Cristo risorto è un affresco staccato di Pietro Lorenzetti, databile al 1336-1337 e conservato nel Museo Diocesano, presso l'oratorio di San Bernardino in piazza San Francesco, a Siena. Proviene originariamente dalla Sala Capitolare dell'ex-convento di San Francesco, dove faceva parte di un ciclo pressoché interamente perduto, a eccezione di questa scena e della Crocifissione oggi ospitata in una cappella della basilica. 

## Storia
Tra il 1336 e il 1337 circa, i fratelli Lorenzetti eseguirono un ciclo di affreschi nella Sala Capitolare e, per quanto riguarda il solo Ambrogio, nel chiostro.
Tradizionalmente riferiti ai primi anni venti, è stato possibile definire meglio la data grazie al ritrovamento, sul portale d'accesso tra il chiostro e la cappella Petroni-Martinozzi, di due stemmi dipinti e della data 1336, appartenenti al medesimo ciclo lorenzettiano come dimostra l'identità della fascia ornamentale. 
Il Cristo risorto venne staccata nel 1857 e depositato prima nella Pinacoteca nazionale e poi nel Museo Diocesano creato negli ambienti della soppressa Compagnia di San Bernardino presso la basilica di San Francesco.

## Descrizione e stile
Nuova è l'invenzione di rappresentare il Salvatore mentre spalanca la porta del sarcofago ergendosi davanti al sarcofago vuoto, con in spalla l'asta del vessillo crociato (il gonfalone è perduto). Appare evidente il ricordo della statuaria classica nella figura stante di Gesù, dal poderoso dorso nudo avvolto nel sudario panneggiato come una toga. Nel cadere delle pieghe è stata notata anche la purezza di derivazione duccesca.